# Eik Dahl Bidstrup
Eik Dahl Bidstrup (født 5. november 1974) er en dansk politiker som fra 2014 til 2021 var borgmester i Dragør Kommune, valgt for Venstre.
Han er gift med Kezia Cammila Bidstrup, som han har 3 børn med.
3. marts 2021 meddelte Bidstrup, at han ville stoppe som borgmester pr. 1. juni samme år for at tiltræde som formand for fagforeningen Krifa. 23. marts valgte et flertal i byrådet i Dragør Kommune partifællen Helle Barth som ny borgmester.